# Charlie Chan – Die Falle

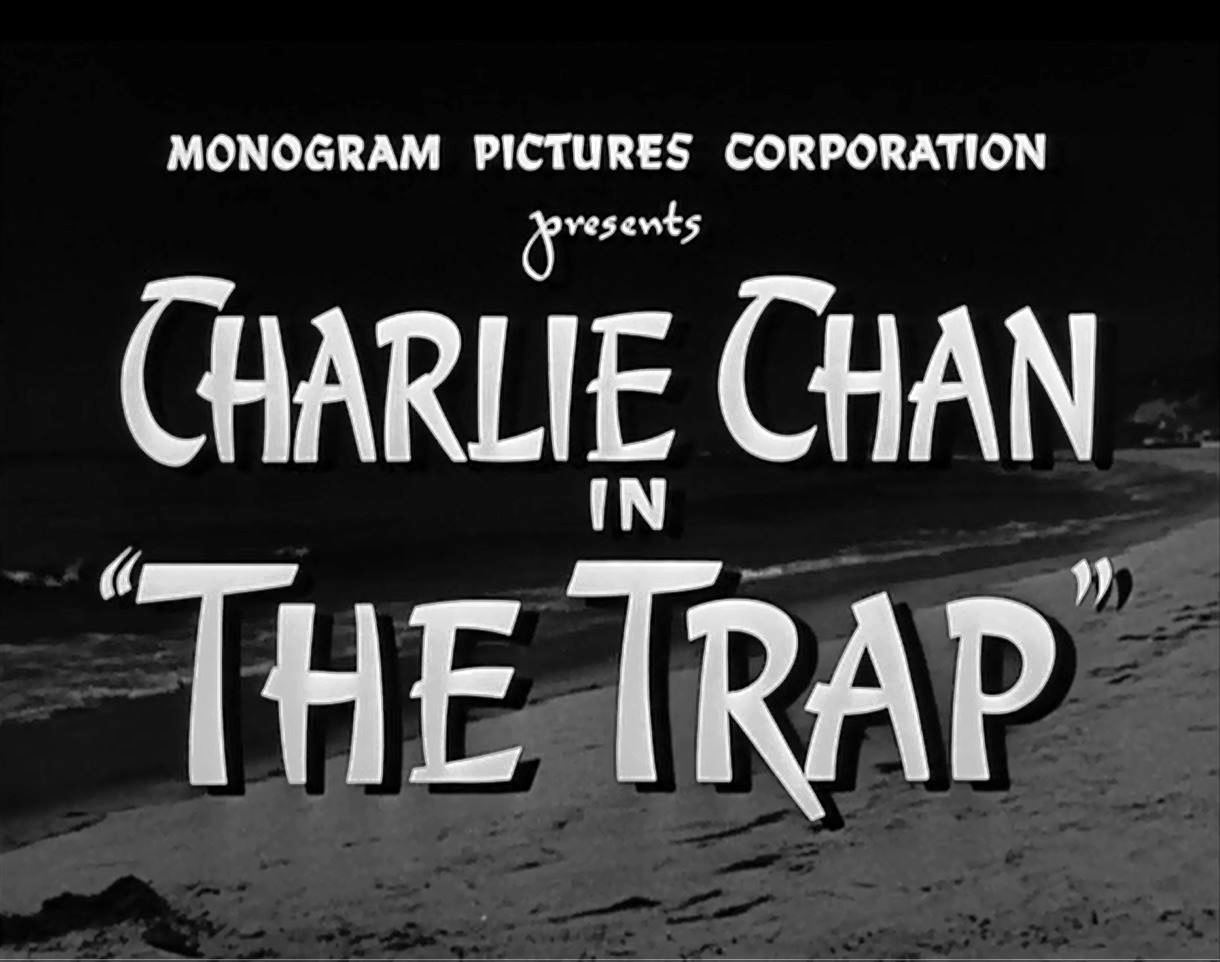
Titelbild der amerikanischen Filmversion "Charlie in the trap"

Charlie Chan – Die Falle ist ein US-amerikanischer Kriminalfilm aus dem Jahr 1946 von Howard Bretherton mit Sidney Toler, der zum 22. und letzten Mal den von Earl Derr Biggers erfundenen chinesisch-hawaiianischen Detektiv spielt.

## Handlung
Cole Kings Varieté-Truppe bewohnt zusammen mit Presseagent Rick Daniels und der Garderobenmeisterin Mrs. Thorn ein Strandhaus in Malibu. Als das Showgirl Adelaide den herrischen Star Marcia kritisiert, droht diese zu enthüllen, dass Adelaide heimlich mit dem Arzt George Brandt verheiratet ist. Sie deutet auch an, dass sie Brandts wahre Identität kennt. Marcia zwingt das Showgirl Lois, Briefe aus Adelaides Koffer zu stehlen, indem sie droht, King zu verraten, dass Lois unter achtzehn ist.
Kurz darauf verschwindet Marcia und Lois‘ Leiche wird vom chinesischen Truppenmitglied San Toy entdeckt. Da Lois erdrosselt wurde, eine Mordmethode, die angeblich von Chinesen und Franzosen bevorzugt wird, stehen sowohl San Toy als auch Adelaide unter Verdacht. Als Daniels vorschlägt, Lois’ Tod als Ertrinken darzustellen, bittet San Toy, ein Freund von Jimmy, dem Sohn des chinesischen Detektivs Charlie Chan, Nachforschungen anzustellen. Im Verlauf der Ermittlungen werden sowohl Chans Assistent Birmingham Brown als auch San Toy angegriffen.
Das Showgirl Clementine findet Marcias Leiche, eine Seidenschnur um ihren Hals, an den Strand gespült. Später entdeckt Chan, dass Daniels Marcias Bademantel vergräbt. Als Chan verrät, dass die Kordel des Gewandes bei einem der Morde verwendet wurde, behauptet Daniels, dass das Gewand King untergeschoben wurde, um ihm etwas anzuhängen. King beschuldigt Daniels, die Frauen ermordet und versucht zu haben, die Beweise zu verbergen. Unter vier Augen verrät Chan, dass er weiß, dass Brandt einst des Mordes an seiner Frau beschuldigt wurde. Obwohl er entlastet wurde, war seine Karriere ruiniert. Er zog in den Krieg und lernte Adelaide in Paris kennen und heiratete sie, wo Marcia sie zum ersten Mal traf. Brandt gibt zu, dass er Lois‘ Leiche gefunden und die Briefe entfernt hat, bestreitet jedoch, sie getötet zu haben. Chan beschließt daraufhin, dem Mörder eine Falle zu stellen.
In dieser Nacht gesteht King, dass er eine Kiste aus Brandts Koffer mitgenommen hat, die belastende Papiere enthielt. Jimmy findet später die fehlende Kiste im Ofen. Jimmy sieht, wie jemand versucht, San Toy zu erwürgen, und greift ein, wodurch er versehentlich Chans Falle zunichtemacht. Chan, Jimmy und Birmingham verfolgen den Angreifer, bei dem es sich offenbar um Mrs. Thorn handelt. Mrs. Thorn hatte ihren Ehemann King im Stich gelassen, und als sie zu ihm zurückkehren wollte, demütigte er sie, indem er ihr einen Job als seine Garderobenmeisterin anbot. Sie tötete die beiden Frauen und versicherte King, ihn leiden zu lassen. Ihre Briefe befanden sich in der Kiste, die King Brandt gestohlen hatte. Später versichert Chan Brandt, dass die Ärztekammer seine Lizenz wieder einführen wird und er die Freiheit hat, unter seinem eigenen Namen zu praktizieren.

## Hintergrund
Gedreht wurde der Film von Ende Juli bis Mitte August 1946.
Sidney Toler, der die Rolle des Charlie Chans von Warner Oland übernommen hatte, spielte den Detektiv in 22 Filmen. Anfang 1946 wurde bei ihm Krebs festgestellt, an dem er am 12. Februar 1947 verstarb. Monogram wollte die Reihe fortsetzen und verpflichtete Roland Winters für die Hauptrolle.

## Synchronisation
Die deutsche Synchronfassung entstand 1978 im Auftrag der Lingua Film GmbH in München unter der Dialogregie von Gert Rabanus.
| Rolle            | Schauspieler     | Deutscher Synchronsprecher |
| ---------------- | ---------------- | -------------------------- |
| Charlie Chan     | Sidney Toler     | Klaus Höhne                |
| Birmingham Brown | Mantan Moreland  | Rainer Basedow             |
| Jimmy Chan       | Victor Sen Yung  | Holger Ungerer             |
| Adelaide         | Tanis Chandler   | Ursula Mellin              |
| Rick Daniels     | Larry J. Blake   | Klaus Kindler              |
| Sgt. Reynolds    | Kirk Alyn        | Holger Petzold             |
| Clementine       | Rita Quigley     | Veronika Faber             |
| Cole King        | Howard Negley    | Eberhard Mondry            |
| Mrs. Thorn       | Lois Austin      | Gaby Dohm                  |
| Mrs. Weebles     | Minerva Urecal   | Ilse Künkele               |
| Madge Mudge      | Margaret Brayton | Kathrin Ackermann          |
| Winifred         | Bettie Best      | Helga Anders               |
| Dr. Brandt       | Walden Boyle     | Erik Schumann              |

Anmerkung: Die kursiv geschriebenen Namen sind Rollen und Darsteller, die nicht im Abspann erwähnt wurden.<

## Veröffentlichung
Die Premiere des Films fand am 30. November 1946 statt. In der Bundesrepublik Deutschland wurde er am 27. Dezember 1978 im deutschen Fernsehen ausgestrahlt.